# Amata danieli
Amata danieli là một loài bướm đêm thuộc phân họ Arctiinae, họ Erebidae.